# Château-Guibert
Château-Guibert é uma comuna francesa na região administrativa da Pays de la Loire, no departamento de Vendéia. Estende-se por uma área de 35,16 km². Em 2010 a comuna tinha 1 537 habitantes (densidade: 43,7 hab./km²).